# Erich Frost

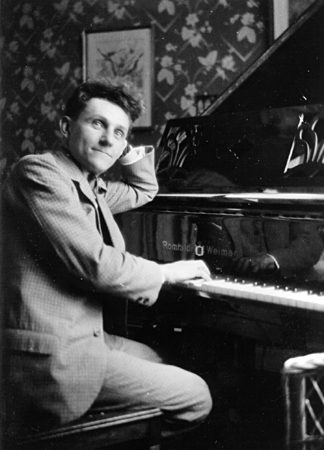
Erich Hugo Frost (1900–1987)

Erich Hugo Frost (* 22. Dezember 1900 in Leipzig; † 30. Oktober 1987 in Lübeck) leitete die Tätigkeit der Zeugen Jehovas in Deutschland und war Verfolgter des Nationalsozialismus.

## Frühes Leben
Ab 1919 studierte Frost in Leipzig Musik. Seine Mutter wurde eine Bibelforscherin, die frühere Bezeichnung für die Zeugen Jehovas. Schließlich ließ sich Frost selbst am 4. März 1923 als Bibelforscher taufen. Nach dem Abbruch des Musikstudiums verdiente Frost sein Geld durch Engagements in Kaffeehäusern und Vergnügungslokalen.
1924 wurde Erich Frost von der Wachtturm-Gesellschaft beauftragt, das Leipziger Literaturdepot zu beaufsichtigen. Ab 1928 wirkte er bei den Aufführungen des Photo-Dramas der Schöpfung in Deutschland mit. In Stettin übernahm Frost die musikalische Begleitung des Stummfilms. Ab 1932 wurde das Photo-Drama in Ostpreußen aufgeführt. Er besuchte als reisender Aufseher („Pilgerbruder“) oder Bibelredner viele Gemeinden der Zeugen Jehovas.

## Zeit des Nationalsozialismus
Nach dem Verbot der Zeugen Jehovas durch das NS-Regime kam es im Frühjahr 1934 zu Frosts erster Verhaftung. Nach zehn Tagen Haft wurde er wieder freigelassen. Es gelang ihm nach kurzer Zeit, zurück in die Tschechoslowakei zu gelangen. Dort führte er das Photo-Drama 122-mal auf. Im Mai 1935 kehrte Frost nach Deutschland zurück. Am 13. Juni 1935 wurde er erneut verhaftet und fünf Monate im KZ Columbia in Berlin gefangen gehalten.
Im September 1936 fand ein Kongress der Zeugen Jehovas in Luzern (Schweiz) statt. Frost wurde von J. F. Rutherford mit der Untergrundtätigkeit der Zeugen Jehovas in Deutschland beauftragt. Dadurch wurde Paul Balzereit, der vorherige Beauftragte, endgültig abgelöst. Für den 12. Dezember 1936 wurde von Frost eine reichsweite Flugblattaktion organisiert. Am 21. März 1937 wurde Frost durch zehn Angehörige der Gestapo verhaftet. Frost wurde bis zum Ausbruch des Zweiten Weltkrieges in das KZ Esterwegen eingewiesen. Im Juli 1937 wurde seine Frau ebenfalls verhaftet. Ihr gemeinsamer Sohn sollte national erzogen werden.
Nach Kriegsausbruch wurde Frost in das Konzentrationslager Sachsenhausen überstellt. Hier komponierte er das Lied „Vorwärts, ihr Zeugen!“.
Frost kam auch in ein Arbeitskommando, das am Wolfgangsee ein Haus für hohe SS-Offiziere bauen sollte. Danach wurde er bei der SS-Baubrigade I auf der Kanalinsel Alderney im dortigen Konzentrationslager eingesetzt. Es folgte der Rücktransport mit dem Schiff nach St. Malo und schließlich mit der Eisenbahn durch Frankreich, Belgien und die Niederlande nach Deutschland. Ursprünglich sollte Frost mit anderen Gefangenen in der Kieler Bucht auf Schiffen versenkt werden. Doch der Transport wurde nach Österreich abgedrängt. Seine Befreiung erlebte er am 5. Mai 1945.

## Nachkriegszeit
Frost war bis zum Verbot durch die DDR am 30. August 1950 der Leiter der Wachtturm-Gesellschaft in Magdeburg. Danach war er der Aufseher des neuen Zweigbüros der Wachtturm-Gesellschaft in Wiesbaden. 1955 trat er von diesem Amt aus gesundheitlichen Gründen zurück.
Mitte der 1950er Jahre versuchte das Ministerium für Staatssicherheit (MfS) der DDR Frost als inoffiziellen Mitarbeiter (IM) anzuwerben. Der Deckname des Operativen Vorgangs war „Winter“. Am 12. Juli 1956 fand das Treffen zwischen einem IM und Frost in Wiesbaden statt, welches jedoch erfolglos blieb. Beim MfS begann man daraufhin die Person Erich Frost viele Jahre lang zu diskreditieren. So wurde eine Broschüre mit dem Titel: Erich Frost – Der Verräter an der Sache Jehovas verbreitet. In der Ausgabe des Nachrichtenmagazins Der Spiegel vom 19. Juli 1961 erschien ein Bericht über Erich Frost mit dem Titel Väterchen Frost. In diesem Artikel wurde auf Verhörprotokolle der Gestapo verwiesen und ihm vorgehalten, in Haft verschiedene Glaubensbrüder verraten zu haben. Diese Informationen waren dem Spiegel vom MfS zugespielt worden, wie später klar wurde. Die Vorwürfe gegen Frost endeten damit jedoch nicht.
1964 schied Erich Frost als hauptamtlicher Mitarbeiter aus dem Zweigbüro aus.
Bekanntheit erlangte er als Redner auf den Kongressen der Zeugen Jehovas, so zum Beispiel 1946, 1953 und 1955 in Nürnberg, 1949 und 1951 in Berlin, und 1961 in Hamburg. Erich Frost starb am 30. Oktober 1987 im Alter von 86 Jahren.

## Lied „Vorwärts, ihr Zeugen!“
Während seiner Haft im Konzentrationslager Sachsenhausen komponierte Frost das Lied „Vorwärts, ihr Zeugen!“.
Frost berichtet:
„Einem Komponisten gehen unentwegt Melodien durch den Sinn, und so hatte ich auch die Musik dieses Liedes schon lange im Kopf. Mein Arbeitskommando bestand aus 40 Zeugen Jehovas, die täglich etwa eine halbe Stunde zu einer Kläranlage außerhalb des KZ Sachsenhausen marschieren mußten. Auf solch einem Marsch kam mir eines Morgens der Gedanke: ‚Es wird Zeit, zu der Melodie ein paar Strophen zu schreiben, damit man das Lied auch singen kann.‘ Und schon nahm die erste Strophe in meinem Sinn Gestalt an.“
Frost brachte die einzelnen Strophen vier Mitgefangenen bei. Diese sollten sie auswendig lernen. Nach der Arbeit trugen sie ihm die vier Strophen vor. So konnte er die Worte unter das schon vorhandene Notenbild setzen. Das Lied wurde außerhalb des Lagers in einem Kaninchenstall versteckt und gelangte schließlich in die Schweiz. Die Zeugen in der Schweiz sandten das Lied nach Brooklyn in die Weltzentrale der Zeugen Jehovas. Schließlich wurde es in den USA am 1. August 1948 erstmals von einem Chor gesungen.
1. Strophe

Fest und entschlossen in dieser bösen Zeit,

für Wahrheit zu kämpfen steht Gottes Volk bereit.

Vor Satans gehässigen Scharen

als Christen sie Mut offenbaren.

Refrain

Drum vorwärts, ihr Zeugen, nun starken Herzens seid,

Und freut euch im Werke Jehovas allezeit.

Verkündet die Botschaft, ob alt oder jung.

Bald kommt Segen durch die neue Ordnung.

2. Strophe

Wahrheit und Recht haben Menschen weggetan.

Den Namen Jehovas Verleumder greifen an.

Sie werden in Schranken getrieben

durch Christen, die Gott wirklich lieben.

3. Strophe

Streiter Jehovas sind heute nicht bequem,

zwar weder der Welt noch den Herrschern angenehm;

doch stehen sie da, fest im Glauben.

Nichts kann ihre Lauterkeit rauben.

Das Lied war über viele Jahrzehnte Bestandteil der Liederbücher, die die Zeugen Jehovas während ihrer Zusammenkünfte in ihren Königreichssälen und auf ihren Kongressen verwendeten. Die dritte Strophe wurde 1986 verändert. Für die 2010 bzw. 2017 eingeführten Liederbücher Singt Lieder für Jehova und Singt voller Freude für Jehova wurde unter dem Titel "Fest und entschlossen" weitgehend ein neuer Text geschrieben, sodass nur noch die ursprüngliche Melodie erhalten blieb.